# إليزابيث بارسونز
إليزابيث بارسونز (بالإنجليزية: Elizabeth Parsons)‏ هي مغنية نيوزيلندية، ولدت في 1846، وتوفيت في 1924.